# Регинтруда
Регинтруда (Регентруда; нем. Regintrud, Regentrud; умерла в 730-е годы) — супруга герцога Баварии Теудеберта.

## Биография
Происхождение Регинтруды точно не известно. По свидетельству средневековых авторов, супруга герцога Теудеберта была дочерью одного из королей-Меровингов. Некоторые историки считали отцом Регинтруды скончавшегося в 639 году Дагоберта I, однако это вряд ли возможно хронологически. В качестве более вероятной кандидатуры называется король Хильдеберт III. Предположение о происхождении Регинтруды из династии Меровингов основывалось на упоминании её в средневековых документах из Зальцбурга как «королевы» (лат. Regentrudis regina). Однако впервые этот титул к Регинтруде был применён в документе XII века, поэтому достоверность королевского сана супруги герцога Теудеберта вызывает серьёзные сомнения. Наиболее же распространённым среди современных историков мнением является то, согласно которому Регинтруда — дочь графа дворца Гугоберта и Ирмины. Об этом упоминается в одной из хартий, в которой сообщается о разделе наследства Гугоберта между его тремя дочерьми: Регинтрудой, Аделой и Плектрудой.
В средневековых исторических источниках Регинтруда упоминается как супруга правителя Баварии Теудеберта (иногда называемого Теодоном III), владевшего частью этого герцогства с городом Зальцбургом. Время правления Теудеберта точно не установлено. В качестве возможной даты кончины его отца Теодона II, которому он наследовал, называют 717 или 718 год. Предполагается, что Теудеберт мог умереть или в конце 710-х годов, или в первой половине 720-х годов. Некоторые авторы называют Регинтруду супругой герцога Теодона II. Однако большинство историков считает, что свидетельства той группы источников, в которых повествуется о Регинтруде как о жене Теудеберта, являются более достоверными.
В браке Теудеберта и Регинтруды родился сын Хугберт, также как и его отец владевший властью над баварскими землями. По некоторым данным, дочерью Теудеберта и Регинтруды могла быть Гунтруда, супруга лангобардского короля Лиутпранда, но по другим данным, её отцом был герцог Теодон II.
Предполагается, что Регинтруда может быть тождественна одноимённой аббатисе Ноннбергского монастыря в Зальцбурге. Возможно, после смерти супруга, основателя этой обители, она приняла духовный сан и стала четвёртой настоятельницей этого аббатства. Согласно церковным преданиям, в 730-х годах Регинтруда скончалась в Зальцбурге и была похоронена в Ноннбергском монастыре. Здесь до сих пор храниться каменный саркофаг с её останками. Начиная с 1613 года Регинтруда почитается в Ноннберге как местночтимая святая.